# Prva moška sklanjatev
Po prvi moški sklanjatvi se sklanjajo samostalniki moškega spola, ki imajo v rodilniku ednine končnice -a, -ú, -é (korak, koraka; most, mostu; dan, dne). Samomnožinski samostalniki imajo v imenovalniku končnico -i, v rodilniku pa -ov ali -ev (možgani, možganov). K tej sklanjatvi spadajo tudi kratični samostalniki, ki se ne končujejo na nenaglašeni -a, na primer Tam → Tama.

## Primeri
| Sklon \ število | Ednina   | Dvojina   | Množina  |  | Ednina   | Dvojina   | Množina  |  | Ednina  | Dvojina   | Množina |
| --------------- | -------- | --------- | -------- |  | -------- | --------- | -------- |  | ------- | --------- | ------- |
| Imenovalnik     | vlak     | vlaka     | vlaki    |  | most     | mosta     | mostovi  |  | dan     | dneva     | dnevi   |
| Rodilnik        | vlaka    | vlakov    | vlakov   |  | mostú    | mostov    | mostov   |  | dne     | dni       | dni     |
| Dajalnik        | vlaku    | vlakoma   | vlakom   |  | móstu    | mostoma   | mostovom |  | dnevu   | dnevoma   | dnem    |
| Tožilnik        | vlak     | vlaka     | vlake    |  | most     | mosta     | mostove  |  | dan     | dneva     | dni     |
| Mestnik         | o vlaku  | o vlakih  | o vlakih |  | o mostu  | o mostih  | mostovih |  | o dnevu | o dnevih  | o dneh  |
| Orodnik         | z vlakom | z vlakoma | z vlaki  |  | z mostom | z mostoma | mostovi  |  | z dnem  | z dnevoma | z dnevi |

| Sklon \ število | Množina    |
| --------------- | ---------- |
| Imenovalnik     | možgani    |
| Rodilnik        | možganov   |
| Dajalnik        | možganom   |
| Tožilnik        | možgane    |
| Mestnik         | o možganih |
| Orodnik         | z možgani  |

## Posebnosti

### Posebnosti v osnovi[2]
- Premena kratkega naglašenega samoglasnika v osnovi: kratki naglašeni à, ì in ù se premenjujejo z dolgimi naglašenimi á, é in ú (bràt – bráta, dìm – díma, krùh – krúha), kratka naglašena è in ò se premenjujeta z dolgima širokima ê in ô (cemènt – cemênta, izvòz – izvôza) ali dolgima ozkima é in ó (kmèt – kméta, pritòk – pritóka).
- Daljšanje osnove z -j-: z -j- se podaljšuje osnova pri samostalnikih, katerih osnova se končuje na samoglasnik (abonmá – abonmája, Kétte – Kétteja, Fránci – Fráncija, trikó – trikója, kanú – kanúja, delna posebnost je obrazilo -e), in pri skoraj vseh večzložnih samostalnikih, ki se končujejo na r (slikar – slikarja), če niso napravljeni iz glagola, katerega koren se končuje na r (prepir – prepira); izjema je car – carja.
- Daljšanje osnove s -t-: s -t- se osnova podaljšuje pri samostalnikih, pri katerih je končni -e v imenovalniku ednine desno obrazilo (fantè – fantéta, Francè – Francéta), izjema je dež – dežja.
- Daljšanje z -ov- ali -ev-: z -ov- se v množini (redkeje dvojini) osnova podaljšuje pri manjšem številu enožložnih osnov (npr. glas – glasovi, jez – jezovi, most – mostovi, zid – zidovi), osnova samostalnika dan se podaljša z -ev- (dan – dnevi).
- Premena osnove v množini: za samostalnik otrok je značilna premena k v c pred končnico -i v im. mn. (otroci) in -ih v mest. mn. (pri otrocih).

### Posebnosti v končnici[1]
- Nekateri samostalniki, ki se sklanjajo po glavnem sklanjatvenem vzorcu korak (končnica -ø), imajo druge imenovalniške končnice, npr. -a (sluga), -o (Marko), -e (finale), -u (Enescu).
- V nekaterih primerih grške in latinske končnice obravnavamo ali kot del osnove ali kot končnico, npr. obolos − obola in obolosa, ciklus − ciklusa in cikla. V nekaterih primerih pa jih obravnavamo zgolj kot del osnove, npr. Rodos Rodosa. Pri novogrških imenih je osnova vsa imenovalniška oblika, npr. Makarios Makariosa.
- V dajalniku in mestniku ednine je starinska pesniška končnica -i (npr. oče, k očeti).
- Za govorjenim c j č ž š dž se v orodniku ednine namesto končnice -om rabi -em (npr. z bojem, z bičem, s Franzem, z Goyem ...). Tudi pri besedah s končajem -io pišemo navadno -em (radio [izgovor rádijo], z radiem). Vse to velja tudi za rodilnik dvojine in množine, za dajalnik in orodnik dvojine ter za dajalnik množine (stricev, stricema, stricem).
- Nekateri samostalniki imajo v imenovalniku množine posebno končnico -je (zób zobjé, kmèt kmétje).
- V rodilniku množine imajo nekateri samostalniki namesto končnice -ov ničto končnico (mož, zob, las) ali pa obe (voz – vozov ali voz).